# Levrette (position sexuelle)
Pour les articles homonymes, voir Levrette.
 (octobre 2016).
Si vous disposez d'ouvrages ou d'articles de référence ou si vous connaissez des sites web de qualité traitant du thème abordé ici, merci de compléter l'article en donnant les références utiles à sa vérifiabilité et en les liant à la section « Notes et références ».

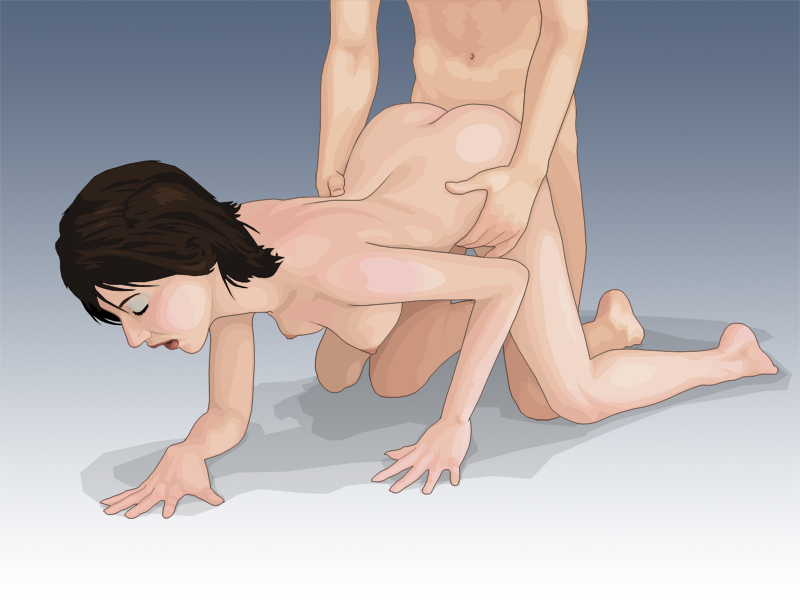
Un couple dans la position de la levrette.

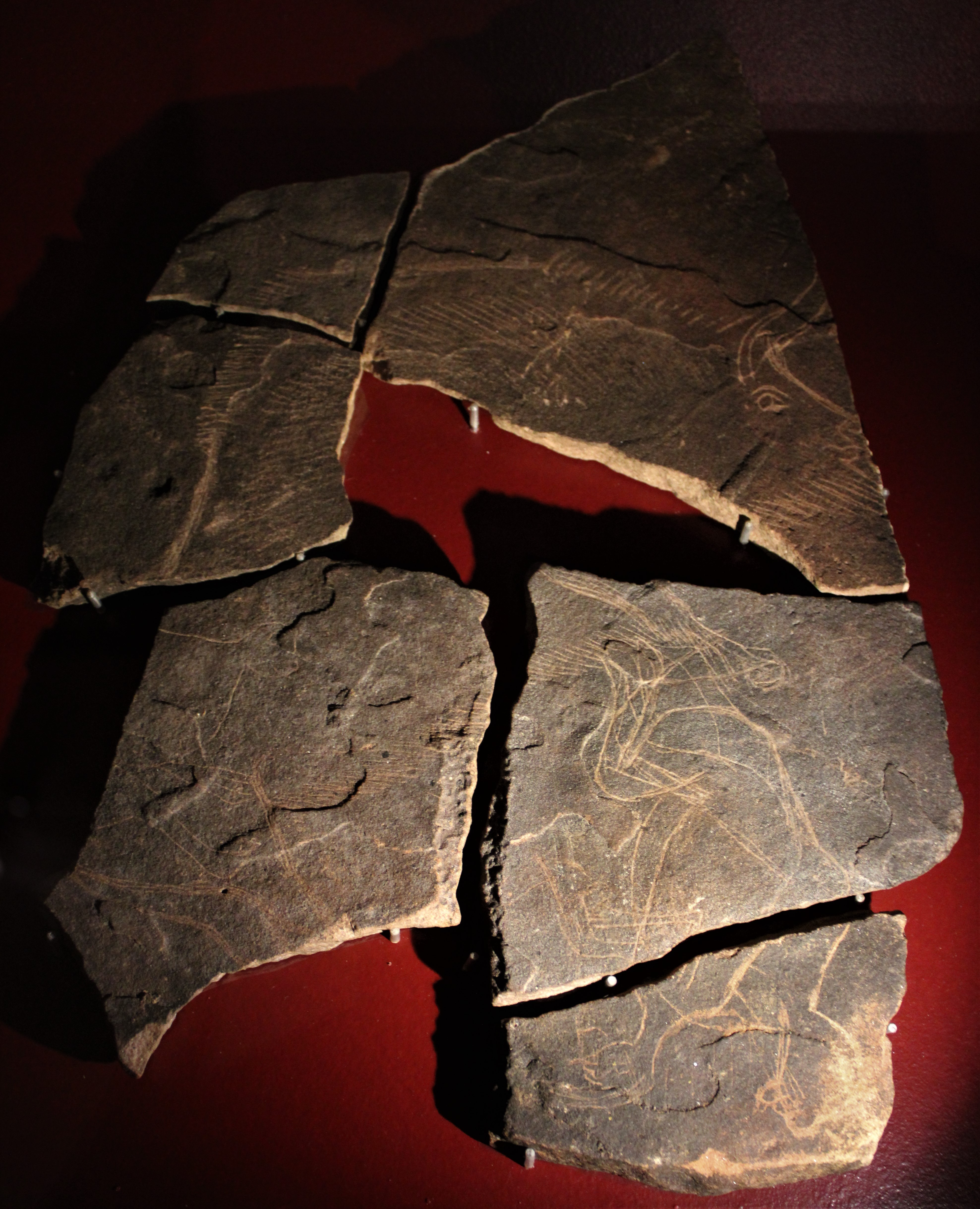
La plus ancienne représentation de deux individus pratiquant une levrette date de 12000 ans (fragment en bas à droite de la plaque en schiste de la grotte d'Enlène).

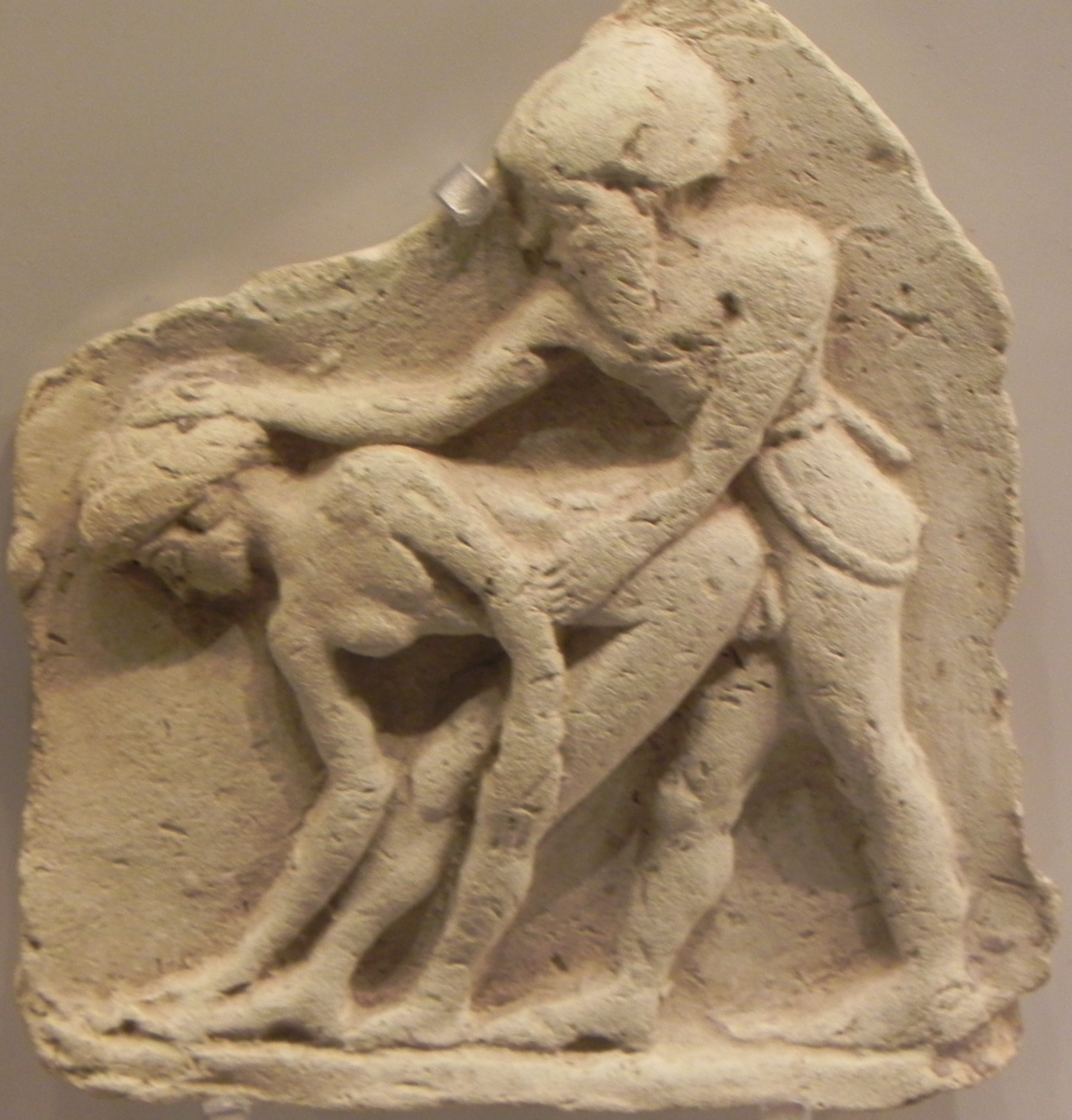
Plaque votive datant de la Première dynastie de Babylone et qui représente une scène de levrette.

La levrette est une position sexuelle où l'un des partenaires se présente de dos, à quatre pattes, tandis que l'autre pénètre le premier par derrière.
Cette posture fronto-dorsale fléchie dite aussi génu-pectorale, peut donner lieu à une pénétration vaginale, digitale, anale, ou avec un objet[réf. nécessaire].

## Étymologie
Le nom français « levrette » désigne la femelle du lévrier, chien dont les pattes avant sont plus courtes que les pattes arrière.

## Variantes linguistiques
Le Kamasutra la décrit comme « le congrès de la vache »
.
Plusieurs langues européennes donnent aussi à cette position le nom d'un quadrupède, familier ou non. 
Vers 231, Aristophane parle, en grec ancien dans son Lysistrata, d'une «lionne sur une râpe à fromage»[réf. nécessaire], et certains considèrent que cette image désigne une position sexuelle de levrette
. 
En latin, cette position est appelée coitus more ferarum, « coït à la façon des animaux ».
La levrette se dit en anglais « en:wikt:doggy style », « style du chien ».
En italien, elle est nommée « a pecorina », c'est-à-dire « comme la brebis ».

## Historique
Des représentations mettant des levrettes en scène existent depuis la Préhistoire. Dans le monde antique, elles ne sont pas rares sur les céramiques mésopotamiennes, grecques et romaines. La levrette fait l'objet d'une réprobation spécifique dans le monde chrétien médiéval, avec notamment la réforme grégorienne au XIe siècle qui renforce le contrôle du clergé sur la société laïque : le dogme qui détermine les devoirs physiques des chrétiens autour du sexe condamne la levrette.
À la Renaissance, certains médecins tels qu'Ambroise Paré continuent de condamner cette posture tandis que Girolamo Mercuriale réhabilite le rétro-coït dans ses ouvrages De arte gymnastica (it) paru en 1569 et De generatione édité en 1597.
La littérature libertine du XVIIIe siècle (Sade, Crébillon fils, Andréa de Nerciat) fait revenir cette position sur le devant de la scène.
Dans les années 1960, est développée la méthode de Shettles qui est une technique du choix du sexe basée sur les dates des rapports sexuels et de la position sexuelle (levrette qui augmenterait la probabilité de concevoir des garçons, missionnaire qui augmenterait les chances de concevoir des filles).
La libération sexuelle de l'après Mai 68 puis le développement de la pornographie banalisent la levrette qui est cautionnée par le discours médical de Masters et Johnson, ces sexologues américains soulignant l'importance d'une stimulation directe ou indirecte du clitoris.

## Galerie

Représentations d'une levrette
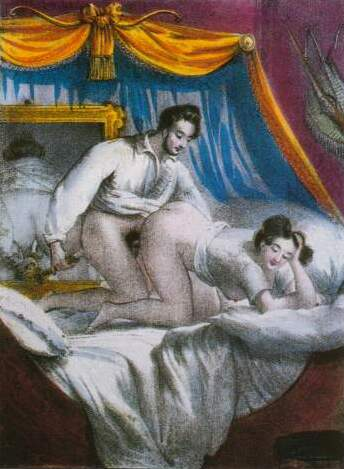
Par Achille Devéria (1800-1857).
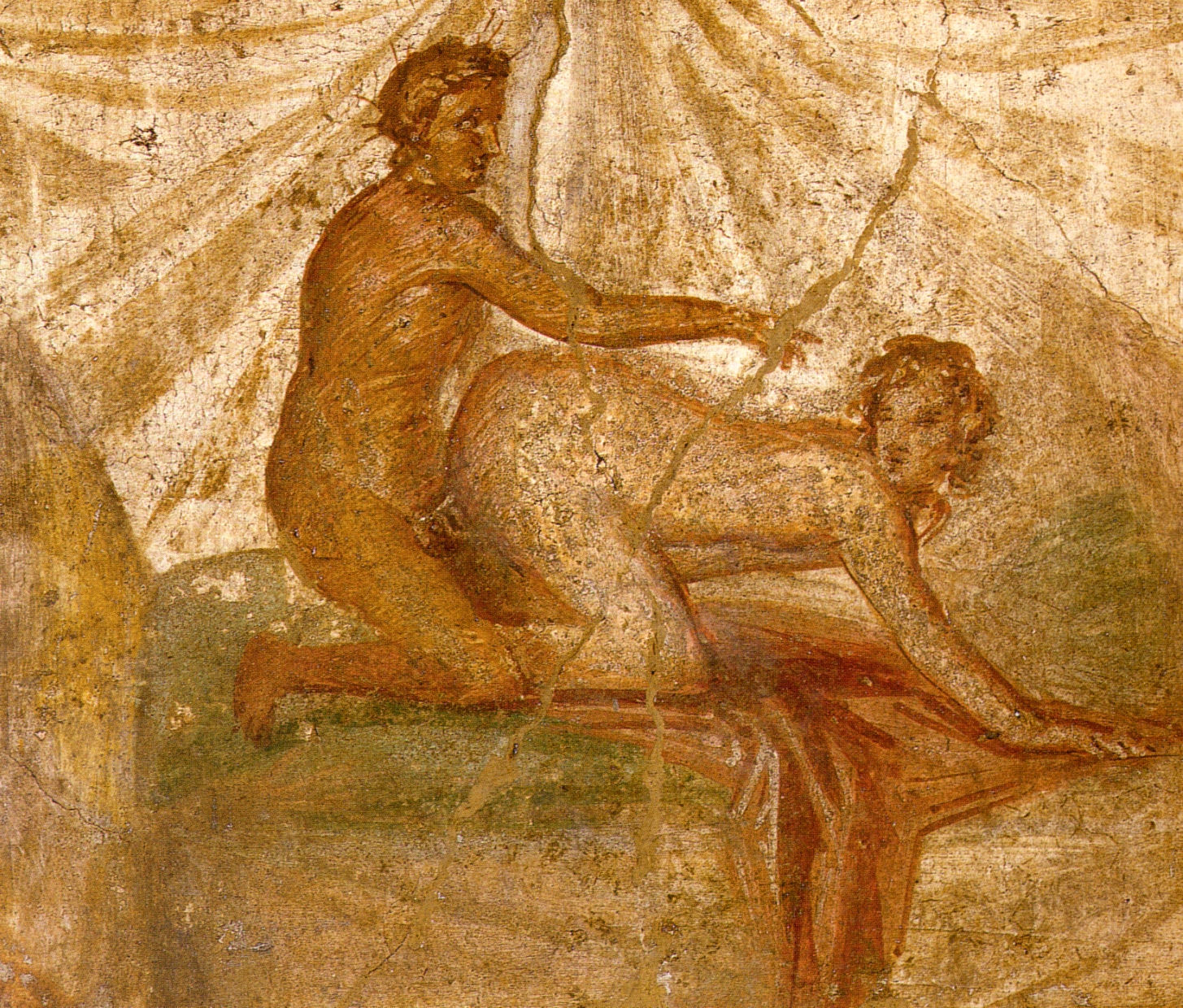
Dans un style pompéien.
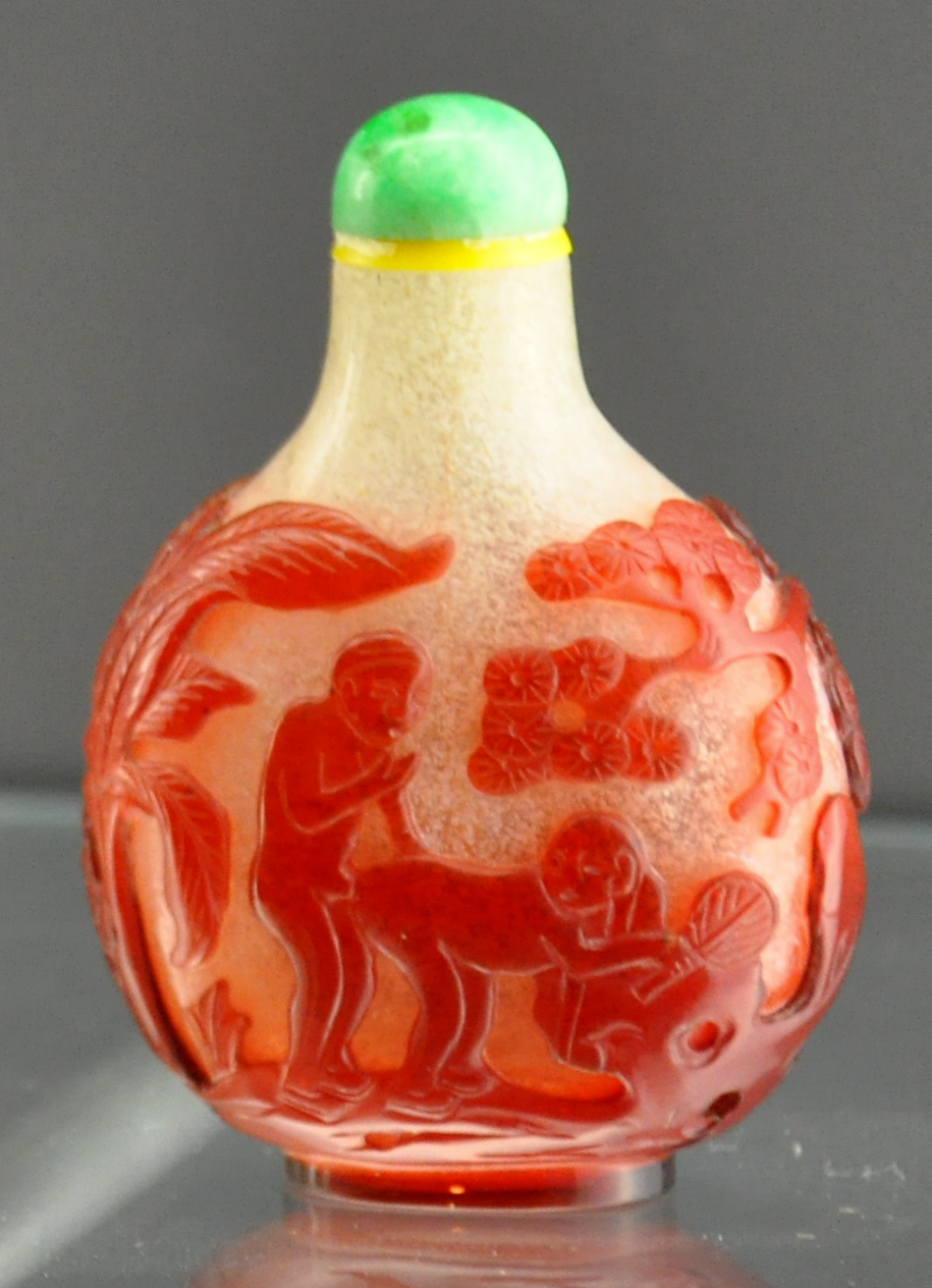
Sur un vase de la dynastie Qing.
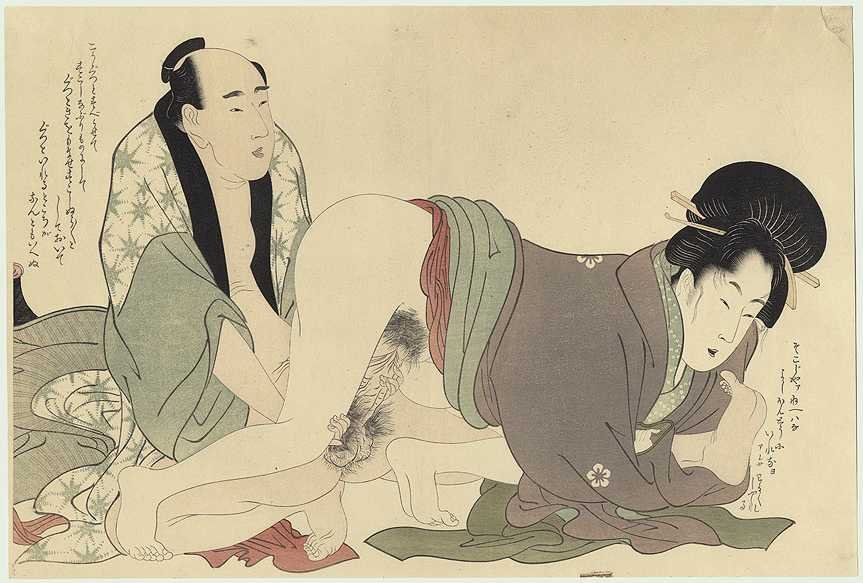
Par Utamaro, 1799.
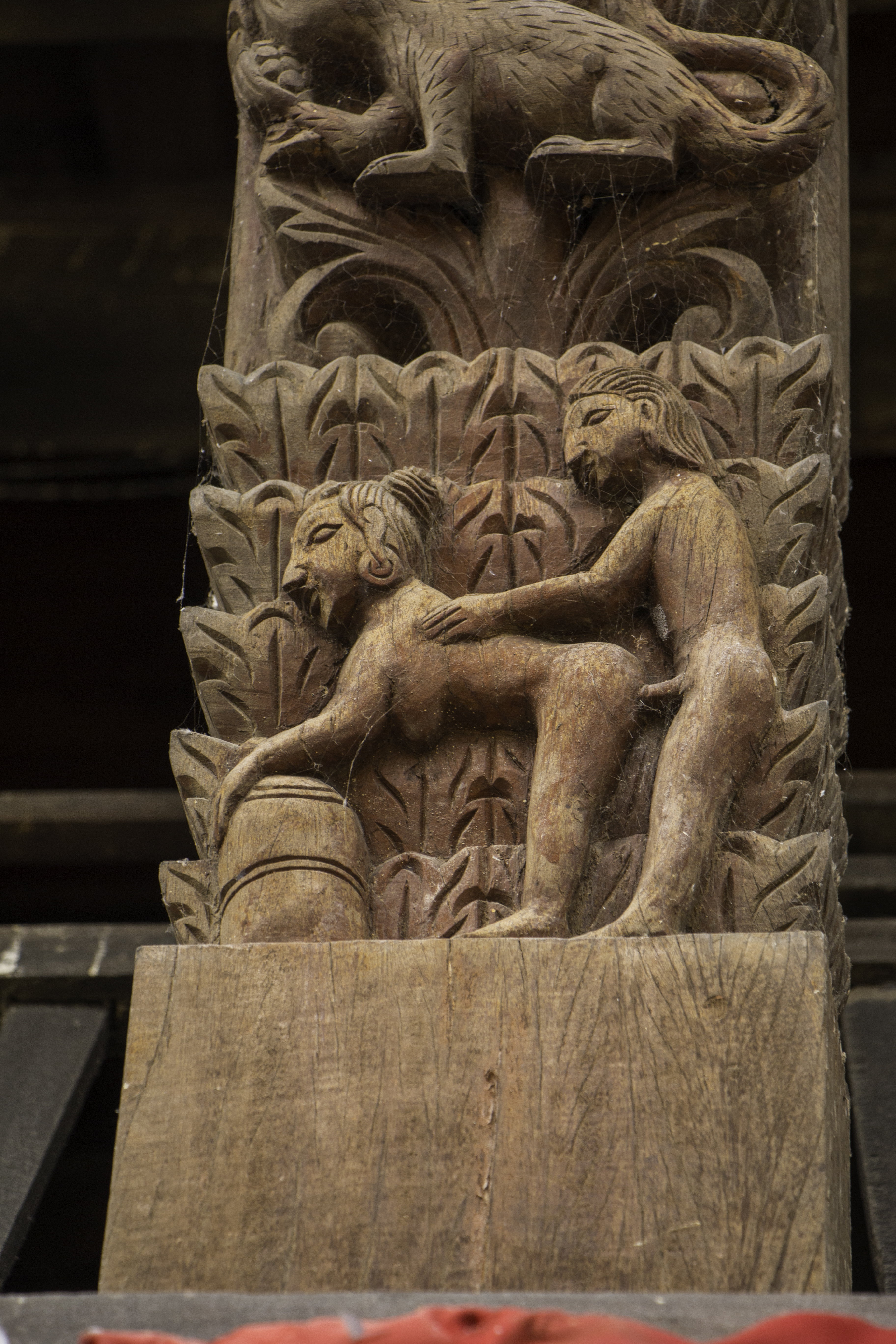
Dans un temple au Népal.
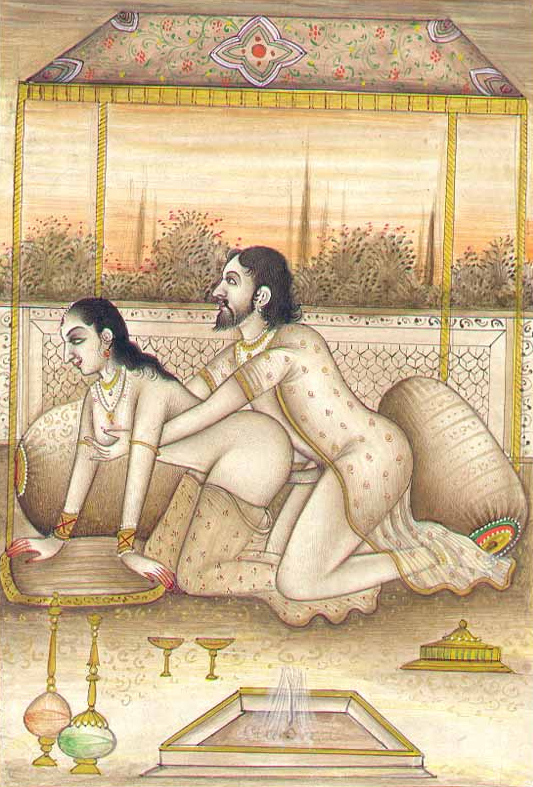
Dans le livre du Kamasutra.